# 50e congrès national de la SFIO
Ne pas confondre avec le Congrès d'Issy-les-Moulineaux du PS - SFIO, tenu dans la même ville onze ans plus tard, qui acte la transformation de la SFIO en Parti socialiste
Le 50e congrès national de la SFIO tenu à Issy-les-Moulineaux (département de la Seine) en septembre 1958 est un congrès socialiste de la Section française de l'Internationale ouvrière.
Ce congrès marque un épisode fondateur du déclin de la SFIO, qui ne trouve pas les moyens de contrer la domination du général de Gaulle et dont le soutien à la guerre d'Algérie est très contesté dans le reste de la gauche. Alors que Guy Mollet choisit de soutenir de Gaulle et de plébisciter le référendum sur la nouvelle Constitution, des minoritaires menés entre autres par Daniel Mayer, Édouard Depreux, Robert Verdier, Alain Savary et Oreste Rosenfeld décident de partir de la SFIO pour créer le Parti socialiste autonome (PSA). Ils font campagne en faveur du Non à la Constitution qui menace selon eux les principes essentiels de la République et s’opposent à la politique d’intégration en Algérie, encore défendue par Guy Mollet.